# Kenshin - Samurai vagabondo: The Movie
Kenshin - Samurai vagabondo: The Movie o Kenshin - Samurai vagabondo: Requiem per gli Ishin-shishi (るろうに剣心 ―明治剣客浪漫譚―維新志士への鎮魂歌?, Rurōni Kenshin: Ishin Shishi e no chinkonka) è un film d'animazione del 1997 diretto da Hatsuki Tsuji.
Anime prodotto da Studio Gallop tratto dalla serie televisiva Kenshin - Samurai vagabondo, in cui il regista Tsuji ha anche curato il character design e le animazioni.
L'edizione italiana a cura della Dynit è stata pubblicata il 21 aprile 2004.

## Trama

Kenshin in una scena del film

Durante il Bakumatsu, due guerrieri hitokiri dell'Ishin Shishi, Kenshin Himura e Gentatsu Takatsuki, si affrontano e si conclude con la vittoria di Kenshin. La storia si sposta poi nel periodo Meiji dove Kenshin è ora un pacifista in viaggio da Tokyo a Yokohama con i suoi amici Kaoru Kamiya, Sanosuke Sagara e Yahiko Myojin. Lì, Kenshin fa amicizia con l'ex samurai Takimi Shigure mentre impedisce a un gruppo di marinai di attaccare la giovane donna di nome Toki. L'ex capitano della Shinsengumi Hajime Saito, ora poliziotto, avverte Kenshin di non mettersi in contatto con Shigure poiché l'intelligence del governo lo trova sospetto, in quanto è collegato a criminali e terroristi.
Yahiko fa amicizia con uno dei subalterni di Shigure, Yasuharu Musashino, e scopre che sono ribelli che si preparano a rovesciare il governo Meiji. Yahiko insiste per unirsi a loro per portare l'onore del suo defunto padre morto durante la guerra al servizio dello Shogun. Tuttavia, Shigure lo mette fuori combattimento e Kenshin, Sanosuke e Kaoru lo cercano a Tokyo. Sanosuke raccoglie informazioni su Shigure che afferra i sopravvissuti del clan Ishin dalle guerre precedenti per creare un esercito ed è circondato dal leader militare Eibin Tamano e dal braccio destro di Shigure Sadajiro Kawaji. Dopo aver trovato Yahiko, Kenshin localizza le forze di Shigure che attaccano Tokyo per uccidere il Ministro della Legge e iniziare una nuova ribellione come risarcimento per non essere riuscito a farlo nel Bakumatsu. Kenshin, Saito e Sanosuke entrano nell'area e si fermano per cercare di fermare l'attacco terroristico. Mentre Kenshin e Shigure si scambiano colpi, quest'ultimo si rende conto che il primo era l'assassino di Gentatsu e si infuria perché era il suo migliore amico e fratello di Toki. Tuttavia, Shigure fugge quando le sue forze subiscono diverse perdite, tra cui Musashino. Mentre i poliziotti ricevono l'ordine di uccidere i ribelli, Kenshin chiede a Yamagata Aritomo, generale delle truppe di terra dell'esercito giapponese, di dargli il tempo di fermare Shigure da solo ed evitare spargimenti di sangue. Anche Toki si preoccupa per Shigure e implora Kenshin di salvarlo.
Kenshin e Sanosuke scoprono che il gruppo ribelle si è messo all'angolo in un'area con i suoi soldati feriti. Kenshin e Shigure hanno una rivincita. Mentre Shigure ricorda le mosse di Kenshin usate contro Gentatsu, prende il sopravvento fino a quando il suo nemico non crea la sua variante del suo stile di combattimento. Sconfitto, Shigure dice a Kenshin di ucciderlo, ma lui afferma che non ucciderà più. Quando Toki sembra chiedere a Shigure di arrendersi, lui accetta di arrendersi alla polizia. Tuttavia, Tamono arriva e ordina alle sue truppe di sparare a tutti quelli che si trovano nella zona. Per salvare Toki, Shigure usa il suo corpo come scudo, morendo nel processo. Kenshin, infuriato, abbatte il funzionario corrotto mentre Yamagata ferma gli altri uomini. Nel frattempo, Saito uccide l'altro traditore, Kawaji. In seguito, Kenshin confessa a Toki di aver ucciso suo fratello nel Bakumatsu, ma lei non prova odio nei suoi confronti per questo. Toki torna a Yokohama per portare avanti il sogno dell'uomo che amava.

## Produzione
Eizo Sakamoto degli Animetal che canta la canzone per il film. Secondo l'artista, la sigla finale è possibile solo grazie alla storia principale, in quanto l'ha trovata adatta alla storia e allo stile delle sue opere precedenti.

## Distribuzione
Il film è uscito in Giappone il 20 dicembre 1997. Usa la canzone "Niji" (虹) di L'Arc-en-Ciel come sigla di apertura e "Towa no Mirai" (永遠の未来, lett. "Eterno Futuro") degli Animetal come sigla di chiusura. È stato pubblicato in DVD il 24 maggio 2000 e in Blu-Ray il 26 ottobre 2011.
ADV Films ha rilasciato il film in formato DVD nelle regioni inglesi con il titolo di Samurai X: The Motion Picture il 27 marzo 2001. Dopo la chiusura di ADV nel 2009, Aniplex ha preso la licenza per ripubblicare il film con il titolo di Rurouni Kenshin: The Movie il 26 ottobre 2011.

## Colonna sonora
Sigla di apertura
- Niji (虹) cantata da L'Arc~en~Ciel

Sigla di chiusura
- 永遠の未来 (Towa no Mirai - Eternal Future) cantata da Animetal

## Distribuzione

### Edizione italiana
Il doppiaggio italiano presenta un cast di voci differente rispetto agli OAV Memorie del passato e Capitolo del tempo.
I titoli di coda riportano erroneamente le voci di Kaoru Kamiya e Hajime Saito, rispettivamente Letizia Scifoni e Roberto Certomà, invertite con quelle di Toki Takatsuki e Eibin Tabono, rispettivamente Antonella Baldini e Christian Iansante.

## Accoglienza
I critici hanno elogiato la narrazione e l'animazione del film, ma spesso hanno criticato il doppiaggio inglese. THEM Anime Reviews ha paragonato il film agli OAV di Studio Deen di Rurouni Kenshin a causa della narrazione sorprendentemente oscura e della violenza, nonostante il film utilizzi lo stile di animazione della serie televisiva, che è più spensierato. Le sequenze di combattimento, i temi che coinvolgono la ribellione e l'animazione sono stati elogiati, anche se il doppiaggio inglese è stato stroncato per aver cambiato diverse parti del film originale giapponese. Allo stesso modo, MichaelDVD ha elogiato l'animazione, suggerendo che la trama sta in piedi da sola per i nuovi arrivati o gli spettatori che hanno visto solo le animazioni video originali, anche se Kenshin è ritratto più come un pacifista in contrasto con il suo personaggio oscuro dell'OAV. In un altro confronto con la serie TV, SciFi ha notato che il film era realistico in quanto scarta gli elementi fantasy visti nelle opere di Watsuki e le scene ottimistiche e umoristiche sono quasi assenti. SciFi crede che i fan dell'OAV apprezzeranno The Motion Picture per i suoi elementi tragici e la relazione con l'oscuro passato di Kenshin. Il sito ha anche notato che la storia era complessa a causa del dramma che si svolge nella maggior parte dei personaggi le cui personalità trasmettevano un accattivante gioco di spada attraverso un'animazione impressionante. Sebbene Kenshin sia ritratto come un pacifista, il climax lo vede entrare in uno stato di berserker infuriato che ha sorpreso lo scrittore in quanto non si è visto in altri adattamenti della serie. Aveva sentimenti contrastanti sull'animazione in quanto la vedeva come non all'altezza della "qualità cinematografica, ma più vicina alla qualità OAV con alcune scene direttamente dalla serie TV." con una trama media, ma si è lamentato del ruolo minore di Saito.
Anime News Network ha trovato la narrazione piacevole per i fan dell'azione e della politica, anche se, come THEM, ha trovato il doppiaggio inglese troppo diverso al punto che la caratterizzazione di Shigure era troppo diversa dalla versione giapponese. Blu-ray.com è piaciuta la gestione della politica e la gestione della caratterizzazione di Kenshin dagli OAV, ma sentiva che la trama poteva sembrare troppo contorta. Tuttavia, la scrittrice ha elogiato l'arco narrativo del personaggio di Toki per il modo in cui affronta la tragedia che cambia la sua vita nel film. A causa del prezzo elevato del film, Blu-ray ha elencato il film come "consigliato" e ha suggerito ai fan di aspettare di trovarlo a un prezzo ragionevole prima di acquistarlo. Mania Beyond Entertainment ha valutato il DVD come B, apprezzando l'attenzione su Kenshin e Shigure ma si è lamentato di come il film si basi pesantemente sul duello mortale tra il primo e Gentatsu al punto che questa scena viene utilizzata in diversi flashback. L'animazione è stata anche elogiata dal recensore in quanto i continui flashback creano un enorme contrasto con la storia principale poiché c'è un chiaro cambiamento per quanto riguarda i vestiti che sembrano più adatti all'era Meiji più occidentalizzata.